# 1910 w polityce

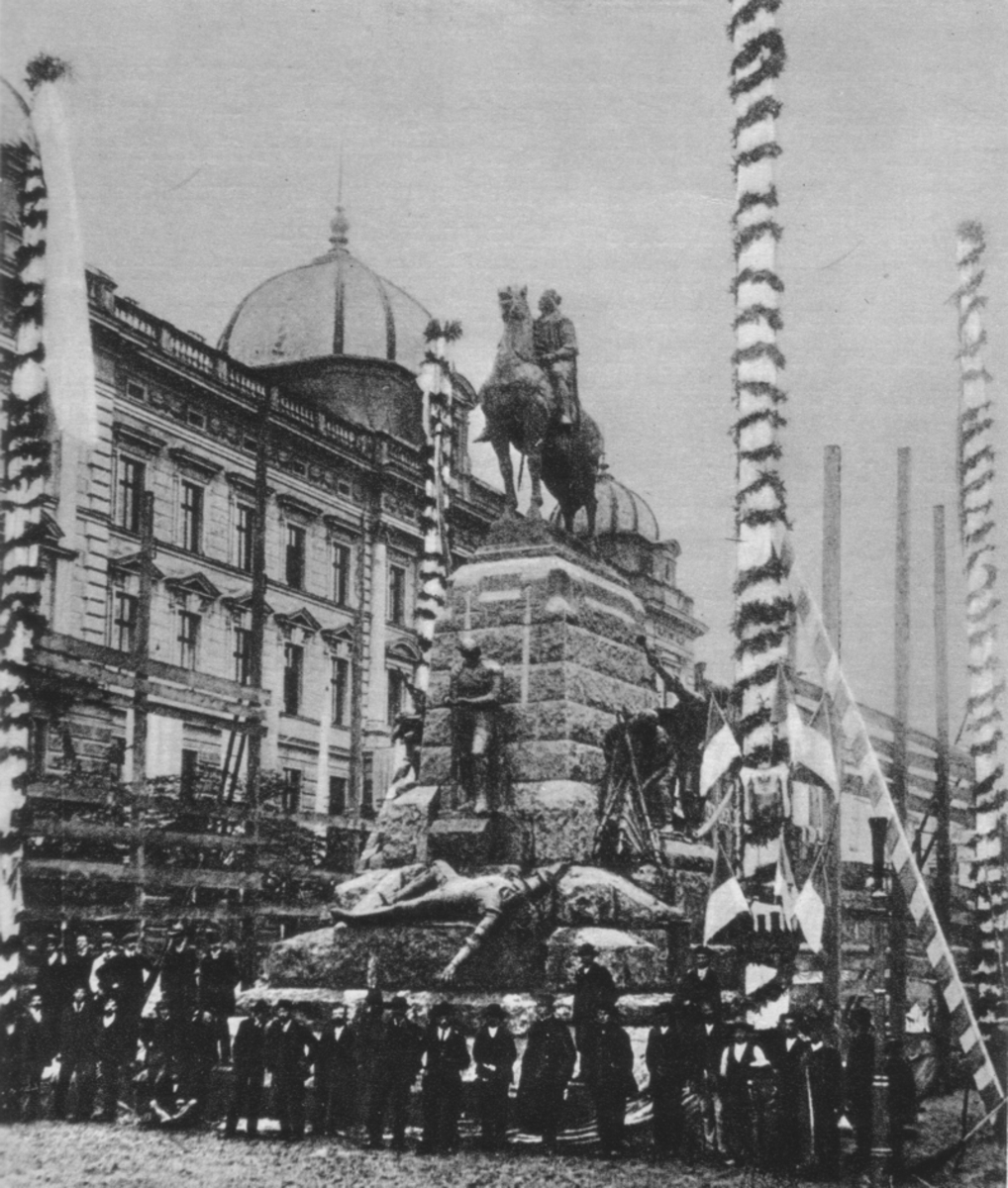
Odsłonięcie Pomnika Grunwaldzkiego w Krakowie

Wydarzenia polityczne w 1910 roku.

## Kwiecień
- 27 kwietnia – południowoafrykański działacz burski Louis Botha utworzył nacjonalistyczną Partię Południowoafrykańską, która za główny cel stawiała sobie wywalczenie niezależności politycznej dla Burów[1].
- 29 kwietnia – nowym premierem Australii został Andrew Fisher[1].

## Maj
- 6 maja – w Wielkiej Brytanii zmarł Edward VII. Nowym monarchą został Jerzy V[1].
- 31 maja – w wyniku połączenia brytyjskich kolonii Natal, Transwal, Oranii i Kolonii Przylądkowej powstał Związek Południowej Afryki[1].
- Masatake Terauchi został nowym generalnym gubernatorem Japonii w Korei[1].

## Lipiec
- 15 lipca – w Krakowie odbyły się obchody 500-lecia bitwy pod Grunwaldem, połączone z odsłonięciem Pomnika Grunwaldzkiego i pierwszym publicznym wykonaniem Roty Marii Konopnickiej i Feliksa Nowowiejskiego[2].

## Październik
- 4 października – portugalska armia i marynarka wojenna w Lizbonie rozpoczęły rewolucję przeciwko królowi Manuelowi II[1].
- 5 października – Teófilo Braga ogłosił Portugalię republiką[1].
- Elefterios Wenizelos został nowym premierem Grecji[1].
- Pokojową Nagrodę Nobla otrzymało Międzynarodowe Stałe Biuro Pokoju[1].

## Listopad
- 20 listopada – w Meksyku wybuchła rewolucja przeciwko prezydentowi Profirio Díazowi[1].